# باري كوكروفت
باري كوكروفت (4 أكتوبر 1932 - 4 فبراير 2001) كان مخرجًا وكاتبًا ومنتجًا وثائقيًا في تلفزيون المملكة المتحدة. اشتهر بفيلمه الوثائقي Too Long A Winter عن العانس هانا هاوكسويل التي عاشت بمفردها في مزرعة نائية في بينينز.
ولد كوكروفت في روتشديل، لانكشاير. بعد أن ترك المدرسة بدأ العمل كقارئ مراجع في روتشديل أوبزيرفر (Rochdale Observer) وسرعان ما أصبح مراسلًا وكاتبًا. كان باحثًا في تلفزيون يوركشاير في بدايته عام 1968، وكان يصنع أفلامًا قصيرة عن الأشخاص الذين عاشوا في يوركشاير ديليز عندما اكتشف هاوكسويل. ذهب لتأليف الكتب الأكثر مبيعًا عن العانس هانا واصطحبها في أنحاء أوروبا وأمريكا الشمالية لإنتاج أفلام وثائقية أخرى.
أنتج كوكروفت فيلماً وثائقياً آخر اسمه الصيف الروماني (A Romanian Summer )، والذي يضم عائلة من الغجر الرومانيين الذين يسافرون ويعيشون حول يورك، ويتعاملون في الخيول ويحضرون معرض معرض أبليبي للخيل. قام أيضًا بإخراج فيلم The Underground Eiger، الذي عرض تفاصيل الغوص في الكهف الذي سجله أوليفر ستاثام وجيف ييدون.
تزوج كوكروفت من شيلا جاكسون عام 1956 وأنجبا ابنتان، جولي تشادويك وسارة مانلي. بعد وفاة شيلا، انتقل إلى كورنوال وتزوج من سيليا هودجكينز في عام 1978؛ أنجبا ابنة، لوسي كوكروفت.
توفي كوكروفت بسبب مرض التصلب الجانبي الضموري في سانت ايفيس، كورنوال في 4 فبراير 2001، عن عمر يناهز 68 عامًا.